# 南景高速公路
南涧－景东高速公路（简称南景高速），是云南省一条省级高速公路，是 泸宁高速的组成部分，连接大理州南涧县与普洱市景东县，主线长94.90公里，全线于2022年8月19日通车。南景高速是南涧县的首条高速公路，建成后南涧至景东的行车时间从3.5小时缩短至1.5小时。南景高速起点位于南涧县团山村，连接大南高速；终点位于景东县新村，连接景文高速。

## 道路数据
南景高速主线长94.90公里，其中南涧县境内45.13公里，其余路段在景东县境内。南景高速为双向四车道，设计时速80公里/小时，路基宽25.5米。主线桥隧比为50.33%。概算投资138.82亿元。

## 建设历程
2016年7月28日，南景高速景东段开工。2017年2月23日，南景高速大理段开工。2021年2月8日，分段试通车。2021年12月31日，除无量山收费站至安定收费站段外，正式收费运营。2022年8月19日，无量山至安定段开通，至此南景高速全线通车。